# AVAG Holding
Die AVAG Holding SE ist eine der führenden Automobilhandelsgruppen in Europa. Die Zentrale der AVAG ist in Augsburg. Die Holding beteiligt sich mehrheitlich an Automobilhandelsbetrieben in Deutschland, Österreich, Kroatien, Ungarn und Slowenien. Drei Zwischenholdinggesellschaften (DIO, DIA, AVI) koordinieren die Handelsaktivitäten.
Unter dem Dach der von der Augsburger Zentrale aus geführten operativen Management- und Finanzholding befinden sich zum 31. August 2021 71 Handelsbetriebe an europaweit 196 Betriebsstätten.
Die AVAG vertreibt neben ihrer Hauptmarke Opel die Hersteller Toyota und Ford. Darüber hinaus betreibt die AVAG auch Standorte für Hyundai, Kia, Peugeot, Škoda, Nissan, Honda, Subaru, Suzuki, Lexus, Dacia, Volvo, Alfa Romeo, Citroën, Mazda, Seat, Cupra, Jeep, Fiat und Mercedes-Benz.
Im Geschäftsjahr 2020/2021 verkaufte die AVAG-Gruppe rund 117.000 Fahrzeuge (58.637 Neuwagen und 58.817 Gebrauchtwagen) und erzielte einen Gesamtumsatz in Höhe von rund 2,36 Mrd. Euro.

## Geschichte

### 1915 bis 1945
Am 15. November 1915 gründete der damals 28-jährige Schmiedemeister Albert Sigg die gleichnamige Schmiede in Augsburg (Adresse Auf dem Kreuz 11). 1927 bekam er die Vertretung für BMW, NSU und HOREX Motorräder.
Während der Kriegsjahre 1939–1945 wurde der Betrieb der Deutschen Wehrmacht unterstellt. In der Nacht zum 24. Februar 1944 wurde der Betrieb völlig ausgebombt. 1945 kam Albert Sigg in Gefangenschaft. Daraufhin übernahm am 28. Juni 1945 der seit 1942 mit der Tochter Maria Sigg verheiratete Kfz-Meister Josef Still die Geschäfte.

### Nachkriegszeit bis 1970er Jahre
In den Nachkriegsjahren erfreute sich die Firma einer hervorragenden Auftragslage und wuchs schnell bis auf 20 Mitarbeiter an. In Spitzenzeiten wurden bis zu 500 Motorräder pro Jahr vermarktet.
Aufgrund der rückläufigen Auftragslage bei Motorrädern, bewarb sich die Albert Sigg oHG 1955 für die Vertretung des französischen Fabrikats Panhard. In den Jahren 1958 bis 1960 wurden die Modelle von BMW mitvertrieben. 1957 zog die Albert Sigg oHG mit ihren 35 Mitarbeitern in die Neuburger Straße 150 nach Augsburg-Lechhausen um. Als Albert Sigg am 15. August 1961 starb, übernahm Josef Still die alleinige Geschäftsführung.
Bereits in dieser Zeit wurden erste Kontakte zur Adam Opel AG geknüpft. Die Firma Sigg wurde zunächst Unterhändler, dann ab 1. Januar 1967 anerkannter Vertragshändler der Adam Opel AG. Im ersten Jahr wurden 250 Opel Neufahrzeuge verkauft.
1967 stieg der damals 24-jährige Albert Still in die Verkaufsleitung des väterlichen Betriebes ein. Der Betrieb wies zu diesem Zeitpunkt 1,9 Mio. DM Jahresumsatz und 43 Mitarbeiter aus. Im Mai 1971 wurde die Firma Opel Still KG in Füssen eröffnet.
1972 übernahm Albert Still, der Enkelsohn des Firmengründers, die Geschäftsanteile und stieg in die Geschäftsführung der Firma auf. In diesem Jahr beschäftigte die Firma 52 Mitarbeiter und erreichte einen Jahresumsatz von 9,37 Mio. DM.
1973 wurde in der Neuburger Straße ein neuer Verkaufsraum errichtet. In diesem Jahr verkaufte die Firma Sigg bereits 650 Neufahrzeuge.

### 1980er Jahre
Im März 1980 eröffnete Albert Still das gleichnamige Autohaus in Neusäß bei Augsburg als GM- und Lada-Händlerbetrieb. 1981 wurde das Autohaus Still Honda-Vertragshändler.
Ebenfalls 1981 wurde in der Robert-Bosch-Straße 5 in Augsburg ein markenunabhängiges Gebrauchtwagencenter errichtet. 1984 wurde das Autohaus am Olympiapark gegründet. 1985 wurde die Firma Opel-Gräfe in Kempten übernommen. Es entstand daraus das Autohaus Haeberlen.
1987 wurde die Albert Sigg GmbH in die Robert-Bosch-Straße 5 umgesiedelt und die AAC-Albert Sigg GmbH gegründet.

### 1990er Jahre
Mit dem Fall der „Mauer“ wurden die Aktivitäten auf das Gebiet der neuen Bundesländer ausgeweitet. Bereits am 1. April 1990 wurde das erste Autohaus in Berlin-Köpenick übernommen. Die folgenden Monate waren von zahlreichen Betriebsübernahmen und Neugründungen in Berlin, Chemnitz, Halle, Dresden, Schwedt, Zwickau geprägt. Daneben wurde aber auch das bisherige Verkaufsgebiet in Bayern durch Übernahme bzw. Eröffnung weiterer Autohäuser in Straubing, Wolfratshausen, Hof und Augsburg erweitert.
Ende Dezember 1991 kam es unter anderem aufgrund der Expansion in Richtung der neuen Bundesländer zur Gründung der AVAG Holding AG. Eher zufällig startete Albert Still die Expansion in Richtung Osteuropa. Auf eine persönliche Freundschaft aufbauend wurde das erste Engagement in Kroatien 1993 kurz nach dem Zerfall des ehemaligen Jugoslawiens gestartet. In dem als Risikoland qualifizierten Kroatien erlangte die AVAG schon bald den Status eines „Quasiimporteurs für Opel-Neufahrzeuge“ und baute die Präsenz in den folgenden Jahren auf heute zwölf Betriebsstätten aus. 1994 folgte die Gründung eines Händlerbetriebes in Polen, der seitdem der größte polnische Opelhändler ist.
1995 erfolgte die Expansion nach Ungarn in die Hauptstadt Budapest, in der ein weiterer Opel-Händler gegründet wurde.

### 2000er & 2010er Jahre
Schließlich folgte im Jahr 2000 die erste Akquisition eines Händlerbetriebes in Österreich. Im März 2005 vollzog Still die mehrheitlichen Übernahme von Wiens größtem Opel-Händler Opel & Beyschlag. Anfang 2008 übernahm Still den größten Opel-Händler Salzburgs, die ÖFAG, und wurde damit zum größten Opel-Händler Österreichs.
Roman Still rückte im Oktober 2010 in den Vorstand der AVAG Holding auf und übernahm als Vertriebsvorstand den Geschäftsbereich DIA.
Die AVAG Holding AG wurde 2011 in eine Societas Europaea und firmierte fortan als AVAG Holding SE.
Nachdem Vorstandssprecher Volker Borkowski die AVAG im August 2012 verließ, führten die Brüder Albert C. und Roman Still als gleichberechtigte Vorstandssprecher in der vierten Generation gemeinsam das Familienunternehmen.
Ab dem 1. August 2014 übernahm die AVAG Holding SE alle Standorte und alle 220 Mitarbeiter der Auto-Staiger GmbH, den ältesten Opel-Händler in Deutschland. Im Einzelnen handelte es sich um die Standorte in Stuttgart, Leinfelden, Waiblingen, Göppingen, Schwäbisch Gmünd und Esslingen.
Ab November 2014 nahm die AVAG Holding SE mit Hyundai eine weitere Marke in ihr Markenportfolio auf. Standorte sind München, Ingolstadt, Gießen und Marburg.
Nur zwei Jahre später im März 2016 integrierte das Autohaus Dresden das Autohaus Peschel mit den drei Standorten Dresden-Klotzsche, Dresden-Kaditz und Lichtenberg in seine Unternehmensfamilie. Zum 1. Juni 2016 übernahm die AVAG die drei Toyota-Standorte der Frankengarage in Nürnberg, Fürth und Erlangen.
Mit dem Logistikpark Stollberg gibt es seit 2016 unter dem Dach der AVAG ein 20.000 Quadratmeter großes Logistikcenter für Kfz-Ersatzteile.

### Ab 2020
Die AVAG musste trotz der Corona-Pandemie, bei der auch die Autohäuser aus Hygieneschutzgründen geschlossen werden mussten, keine Umsatzeinbußen hinnehmen.
Mit der Integration von Auto Eisner im Jahre 2021 mit zunächst 14 österreichischen Standorten und über 300 Mitarbeitern expandierte die AVAG weiter. Dazu zählten auch die Eingliederungen von Toyota Mitterbauer, Auto Zschernitz, AMZ Mannheim, AMZ Stuttgart und AMZ München. Mit dem Auto(h)aus Europa in Berlin vertreibt die AVAG erstmals die Volkswagen-Marke Škoda.
2021 wird das Business Development Center (BDC) fertiggestellt. Es sichert eine höhere Servicqualität der Anrufe der an das BDC angeschlossenen Autohäuser.
Im selben Jahr kündigt Albert K. Still nach 60 Jahren in der Automobilbranche seinen Rückzug an. Sein Nachfolger im Aufsichtsrat ist Johannes Hall.
Neu auf den Markt bringt die AVAG Produkte wie das über die Tochterfirma „Sorglos günstig fahren GmbH“ abgewickelte Autoabo sowie als Partner die E-commerce-Plattform „Alles.Auto“.